# Рендоцин
Рендоцин (пол. Rędocin) — село в Польщі, у гміні Бліжин Скаржиського повіту Свентокшиського воєводства.
Населення — 83 особи (2011).

## Демографія
Демографічна структура на день 31 березня 2011 року:
|          | Загалом | Допрацездатний вік | Працездатний вік | Постпрацездатний вік |
| -------- | ------- | ------------------ | ---------------- | -------------------- |
| Чоловіки | 42      | 8                  | 27               | 7                    |
| Жінки    | 41      | 6                  | 22               | 13                   |
| Разом    | 83      | 14                 | 49               | 20                   |